# Distichophyllum paradoxum
Distichophyllum paradoxum är en bladmossart som beskrevs av Mitten in Seemann 1873. Distichophyllum paradoxum ingår i släktet Distichophyllum och familjen Hookeriaceae. Inga underarter finns listade i Catalogue of Life.